# Championnat d'Amérique du Nord et des Caraïbes masculin de handball 2014
Navigation
Mexique 2018
Le Championnat d'Amérique du Nord et des Caraïbes 2014 est la 1re édition de cette nouvelle compétition. Elle s'est déroulée du 25 février au 1er mars 2014 à Mexico au Mexique.
Le Groenland remporte cette premiere édition et est qualifié, avec  Cuba et les États-Unis, pour le Championnat panaméricain 2014.

## Classement final
|                                      | Équipe     | Pts | J | G | N | P | Bp  | Bc  | Diff |
| ------------------------------------ | ---------- | --- | - | - | - | - | --- | --- | ---- |
| Médaille d'or, Amérique du Nord      | Groenland  | 8   | 4 | 4 | 0 | 0 | 131 | 109 | 22   |
| Médaille d'argent, Amérique du Nord  | Cuba       | 6   | 4 | 3 | 0 | 1 | 109 | 93  | 16   |
| Médaille de bronze, Amérique du Nord | États-Unis | 4   | 4 | 2 | 0 | 2 | 100 | 97  | 3    |
| 4                                    | Mexique    | 2   | 4 | 1 | 0 | 3 | 100 | 112 | -12  |
| 5                                    | Porto Rico | 0   | 4 | 0 | 0 | 4 | 102 | 131 | -29  |

## Matchs
| 25 Février 16h00 | Groenland | 31 – 27 | Cuba | Centro deportivo Olimpico Mexicano, Mexico |
| 25 Février 16h00 | (16–9)    |         |      | Centro deportivo Olimpico Mexicano, Mexico |

| 25 Février 18h00 | Mexique | 33 – 21 | Porto Rico | Centro deportivo Olimpico Mexicano, Mexico |
| 25 Février 18h00 | (16–8)  |         |            | Centro deportivo Olimpico Mexicano, Mexico |

| 26 Février 16h00 | Cuba   | 21 – 15 | États-Unis | Centro deportivo Olimpico Mexicano, Mexico |
| 26 Février 16h00 | (13–5) |         |            | Centro deportivo Olimpico Mexicano, Mexico |

| 26 Février 18h00 | Groenland | 39 – 29 | Porto Rico | Centro deportivo Olimpico Mexicano, Mexico |
| 26 Février 18h00 | (18–16)   |         |            | Centro deportivo Olimpico Mexicano, Mexico |

| 27 Février 16h00 | États-Unis | 29 – 26 | Porto Rico | Centro deportivo Olimpico Mexicano, Mexico |
| 27 Février 16h00 | (13–14)    |         |            | Centro deportivo Olimpico Mexicano, Mexico |

| 27 Février 18h00 | Groenland | 31 – 26 | Mexique | Centro deportivo Olimpico Mexicano, Mexico |
| 27 Février 18h00 | (18–11)   |         |         | Centro deportivo Olimpico Mexicano, Mexico |

| 28 Février 16h00 | Groenland | 30 – 27 | États-Unis | Centro deportivo Olimpico Mexicano, Mexico |
| 28 Février 16h00 | (16–13)   |         |            | Centro deportivo Olimpico Mexicano, Mexico |

| 28 Février 18h00 | Cuba    | 31 – 21 | Mexique | Centro deportivo Olimpico Mexicano, Mexico |
| 28 Février 18h00 | (13–10) |         |         | Centro deportivo Olimpico Mexicano, Mexico |

| 1 Mars 16h00 | Cuba    | 30 – 26 | Porto Rico | Centro deportivo Olimpico Mexicano, Mexico |
| 1 Mars 16h00 | (14–13) |         |            | Centro deportivo Olimpico Mexicano, Mexico |

| 1 Mars 18h00 | États-Unis | 29 – 20 | Mexique | Centro deportivo Olimpico Mexicano, Mexico |
| 1 Mars 18h00 | (14–9)     |         |         | Centro deportivo Olimpico Mexicano, Mexico |